# Maîtrise populaire de l'Opéra-Comique
Vous pouvez aider à l'améliorer ou bien discuter des problèmes sur sa page de discussion.
- Son texte doit être wikifié : il ne correspond pas à la mise en forme Wikipédia (style, typographie, liens internes, liens entre les wikis, etc.). (Marqué depuis janvier 2021)
- Son ton est trop promotionnel ou publicitaire, voire hagiographique. Le texte doit adopter un ton neutre et encyclopédique. (Marqué depuis février 2021)
- Il relève du guide pratique, ce qui n'est pas de nature encyclopédique. Vous pouvez reformuler les passages concernés, ou remplacer ce bandeau par {{pour Wikibooks}}, {{pour Wikiversité}}, ou {{pour Wikivoyage}}, afin de demander le transfert vers un projet frère plus approprié. (Marqué depuis février 2021)

La Maîtrise populaire de l’Opéra Comique est une école de formation au chant choral et aux arts de la scène, fondée en septembre 2016 par Sarah Koné et associée au Théâtre national de l'Opéra-Comique de Paris.
Ancrée dans un projet à la fois artistique, éducatif et social, cette maîtrise forme enfants et jeunes de 8 à 25 ans, sans prérequis musical préalable et issus d’horizons socio-culturels divers, en complément de leur scolarité et de leurs études.

## Mission

### «Grandir sur scène»
La Maîtrise Populaire de l’Opéra Comique a pour vocation d’accompagner des jeunes sur le long terme dans leur construction grâce à la scène. En parallèle d’un cursus d’enseignement artistique, les Maîtrisiens sont amenés à se produire régulièrement sur la scène de l'Opéra Comique. Ils constituent également un vivier pour la Nouvelle Troupe Favart, la troupe du Théâtre National de l’Opéra Comique.
La mixité sociale, la démocratisation de la culture et la lutte contre le décrochage scolaire sont au cœur du projet éducatif et social de la Maîtrise.

## Fonctionnement

### Enseignements et méthode
La Maîtrise propose une formation pluridisciplinaire aux arts de la scène : chant choral et ensemble vocal, formation musicale Dalcroze, technique vocale, chant accompagnement et chant technique, piano, danse, claquettes, langues des signes, culture musicale, théâtre.
Elle pratique une pédagogie qui se veut innovante en alliant « autonomie », « plaisir » et « sens du travail collectif ». Cette pédagogie se base essentiellement sur la méthode d’enseignement Dalcroze, qui offre une approche plus instinctive à la musique, en replaçant au cœur de la formation musicale le lien entre le mouvement corporel et le mouvement musical.
« Dans leur classe de solfège, les enfants n’ont pas de table, de chaise ou de crayons, ils ont des balles de tennis, des tambourins ou des foulards » explique Sarah Koné.

### Un cursus artistique aménagé
Les élèves de la Maîtrise Populaire de l’Opéra Comique bénéficient d’horaires aménagés pour pouvoir suivre leur cursus artistique en parallèle de leur scolarité. La formation se décline en quatre cycles selon la tranche d’âge des membres de la Maîtrise :
- Pré-Maîtrise (CM1 et CM2) : à l’école primaire Tanger B (Paris 19e); 6 heures d’enseignement artistique.

- Premier cycle (collège) : au collège François Couperin (Paris 4e) ; entre 8 heures 30 et 10 heures d’enseignement artistique.

- Second cycle (lycée) : au lycée général Henri Bergson (Paris 19e), depuis la fermeture du lycée Georges Brassens (Paris 19e) ou au lycée professionnel l'Abbé Grégoire (Paris 5). 12 heures d’enseignement artistique.

- Troisième cycle post bac : 15 heures d’enseignement artistique.

### Recrutement
Il existe deux voies de recrutement à la Maîtrise Populaire : les auditions classiques : celles-ci ont lieu une fois par an à l’Opéra Comique, sur inscription. Une tournée de recrutement est organisée, en parallèle de ces auditions dans des écoles primaires situées dans les communes proches de Paris et identifiées REP et REP+. Chaque année, la Maitrise Populaire change de territoire (St-Ouen en 2018, Bagneux en 2019, Ivry-sur-Seine en 2020).

## Historique
2008 : Création de la Compagnie Sans Père par Sarah Koné, troupe de formation aux arts de la scène.
2016 : Création de la Maîtrise Populaire de l’Opéra Comique, fruit d’un partenariat entre la Compagnie Sans Père et le Théâtre national de l’Opéra Comique,.
2018 : Ouverture d’un troisième cycle postbac pour une dizaine de jeunes au potentiel de professionnalisation dans les arts de la scène.
2019 : Ouverture d’un cycle préparatoire, la pré-Maîtrise, destiné aux élèves de CM1 et CM2, scolarisés à l’école primaire Tanger B (Paris 19e).

## Structure
La Maîtrise Populaire de l’Opéra Comique est le fruit d’un partenariat entre la Compagnie Sans Père et le Théâtre national de l’Opéra Comique. Sarah Koné en est la fondatrice et directrice artistique.

## Partenaires
La Maîtrise Populaire de l’Opéra Comique est soutenue à 70% par du mécénat via le ministère de l’Education nationale, le ministère de la Culture et la Ville de Paris. Elle bénéficie également de soutiens financiers privés (entreprises et fondations). La Fondation Bettencourt Schueller et Mécénat Musical Société Générale, engagés pour la promotion du chant choral, font partie des « Grands mécènes de la Maitrise Populaire de l’Opéra Comique », depuis sa création en 2016.

## Distinctions
La Compagnie Sans Père, l’association qui porte la Maîtrise Populaire de l’Opéra Comique, est Lauréat 2017 de La France s’engage.

## Essaimage
Depuis août 2018, la Maîtrise Populaire de l’Opéra Comique est sollicitée par les Ministères de la Culture et de l’Education nationale pour la mise en œuvre de son « Plan Chorale ».
Ce dispositif a pour mission de proposer des sessions de formation « Direction de chœurs et pratiques chorales » à destination des professeurs du premier et du second degré.
Le rôle de la Maîtrise consiste à former des professeurs de l’Education nationale à ses méthodes pour qu’ils créent à leur tour des chœurs au sein de leur établissement.

## Représentations passées

### Saison 2024
Cérémonie internationale du Débarquement de Normandie (Omaha Beach, 06 juin).

### Saison 2020
Février 2020 : Porte 8 Carnaval
Mars 2020 : Cérémonie nationale d’hommage aux victime du terrorisme 
Juin 2020 : Ensemble, enchantons l’été
Septembre 2020 : Petite Balade aux Enfers
Décembre 2020 : Le Concert de Noël 

### Saison 2019
Cérémonie du souvenir des victimes de l’Holocauste, Ville de Paris (Janvier 2019)
Chansons à Partager (février-novembre 2019)
Gretel & Hansel (février 2019)
Petite Balade aux Enfers (février 2019)
Tous à l'Opéra ! (mai 2019)
Journée de l'Innovation ministère de l'Education nationale – Gaîté Lyrique (avril 2019)
Contes du Temps qui passe (Mai 2019)
Madame Favart (participation de deux maîtrisiens, juin 2019)
L’Inondation (septembre-octobre 2019)
Fortunio (participation de quatre maîtrisiens, décembre 2019)

### Saison 2018
Entrée au Panthéon de Simone Veil (Juillet 2018)
My Fair Lady (Février-Mars 2018)
Thyeste de Sénèque, Ouverture du Festival d’Avignon (Juillet 2018)
Dîner pour la Fraternité Générale, Place de la République (septembre 2018)